# باول سايمور
باول سايمور (بالإنجليزية: Paul Seymour)‏ هو لاعب كرة قدم أمريكية أمريكي، ولد في 6 فبراير 1950 في ديترويت في الولايات المتحدة.

## وصلات خارجية
- باول سايمور على موقع مرجع كرة القدم المحترفة.كوم (الإنجليزية)